# Bruno Hussar
Le Frère Bruno, né André Hussar le 5 mai 1911 au Caire et mort le 8 février 1996 à Jérusalem, est un religieux dominicain. Il est le fondateur en 1959 de la maison Saint-Isaïe à Jérusalem puis, en 1970, de Neve Shalom - Wahat as Salam ("Oasis de Paix"), un village israélien où cohabitent juifs et arabes israéliens, destiné à montrer que la paix est possible.

## Biographie
Né en Égypte dans une famille juive non pratiquante, d'un père hongrois et d'une mère française, Bruno Hussar fait ses études au lycée italien du Caire. Il intègre l'École centrale Paris (Promotion 1936), d'où il sort avec son diplôme d'ingénieur et, dira-t-il plus tard, « le désir de construire des ponts... entre les hommes ».
Il découvre le Christ à cette époque et se convertit au christianisme. Entré dans l'Ordre des Prêcheurs, il est envoyé en Israël[Quand ?] en raison de ses origines juives, et fonde à Jérusalem la Maison Saint-Isaïe, centre dominicain d'études du judaïsme.
Expert au Concile Vatican II, il participe activement à la rédaction de la déclaration conciliaire Nostra Ætate sur l'Église et les religions non-chrétiennes, en 1965.
Il obtient la citoyenneté israélienne en 1966.

## Ouvrages
- Quand la nuée se levait.. : la paix est possible : témoignage d'un prêtre israélien, Paris, Les Ed. du Cerf, 1988, 2e éd., 148 p. (ISBN 978-2-204-03054-0, OCLC 234031996)